# Georg Tripp
Pour les articles homonymes, voir Tripp.
Georg Tripp, né le 18 mars 1941 à Marbourg (Allemagne), est un footballeur franco-allemand devenu entraîneur. Il a évolué comme attaquant dans les années 1960 et 1970.

## Biographie

### Carrière de joueur
Après une carrière en Allemagne qui a culminé au 1.FSV Mayence 05, il joue en France à partir de 1970. Puissant et déterminé, il marque une soixantaine de buts pendant ses trois saisons au Stade lavallois de Michel Le Milinaire, où il fut l'un des principaux artisans de la montée en D1 en 1976.
Il effectue une dernière saison au Racing Club de France en DH (4ème échelon national), durant laquelle il inscrit 24 buts et se classe meilleur buteur de son championnat.

### Reconversion
Après sa carrière de joueur, il contribue à la venue des attaquants allemands Erwin Kostedde et Uwe Krause au Stade lavallois. En août 1980 il obtient le BEES 2e degré spécifique football.
En 1997 il est l'agent de l'international allemand Bernd Hobsch, éphémère avant-centre du Stade rennais.
Depuis les années 1990, il vit en Afrique et a entraîné des équipes au Sénégal, en Angola, en Côte d'Ivoire et au Burkina Faso. La Bundesliga l'a envoyé à plusieurs reprises dans des clubs en Afrique. En 2016, il entraîne l'équipe du Cosnois Football Club.

## Parcours de joueur
- avant 1962 : VfL Marburg   Allemagne
- 1962-1963 : 1.FC Cologne  Allemagne
- 1963-1966 : Kickers Offenbach  Allemagne
- 1966-1969 : 1.FSV Mayence 05  Allemagne
- 1969-1971 : FC Metz  France
- 1970-1971 : CS Sedan-Ardennes  France (prêt)
- 1971-1972 : Olympique Avignon  France
- 1972-1973 : AS Angoulême  France
- 1973-1976 : Stade lavallois  France

## Carrière d'entraîneur
- 1979-1984 : FC Chalon  France
- 1984-1986 : SAS Epinal  France
- 1987-1988 : Le Creusot  France
- 1988-1991 : AS Sarreguemines  France
- 2002-2004 : AS Douanes Dakar  Sénégal
- 2005-2006 : Interclube de Luanda  Angola
- 2007-2011 : Centre de formation Fogebu  Burkina Faso
- 2015-2016 : Etoile Filante Ouagadougou  Burkina Faso[3]
- 2016-2017 : Cosnois FC  France[4]

## Palmarès
- Champion de l'Oberliga Ouest en 1963 avec le 1. FC Cologne
- Meilleur buteur du Championnat de France D2 en 1975 (25 buts) avec le Stade lavallois.